# O trzech panach Garrideb
O trzech panach Garrideb (ang. The Adventure of the Three Garridebs) – opowiadanie Arthura Conana Doyle’a z serii przygód detektywa Sherlocka Holmesa. Pierwsza publikacja w „Collier’s Weekly Magazine” w październiku 1924 z rysunkami Johna Richarda Flanagana, następna w The Strand Magazine w styczniu 1925 z rysunkami Howarda K. Elcocka, wydanie książkowe w tomie Księga przypadków Sherlocka Holmesa w 1927.
Inne tytuły Trzej panowie Garrideb i Przygoda trzech Garridebów.
John Garrideb, radca prawny z Moorville w Kansas, poszukuje ludzi mających to samo nazwisko co on. Odnalezienie ich jest warunkiem odziedziczenia spadku pozostawionego przez innego posiadacza tego rzadkiego nazwiska. Odnaleziony został jeden, Natan Garrideb, zamieszkały w Anglii. Holmes odkrywa, że celem jest wywabienie owego Natana z jego domu (motyw podobny do opowiadań Związek rudowłosych i Urzędnik maklerski).
W tej opowieści doktor Watson zostaje ranny.
Ekranizacja z 1994 w ramach serialu Granada TV, w roli Holmesa Jeremy Brett. Fabuła połączona z treścią innego opowiadania - Brylantu Mazariniego.